# ولایت غرم

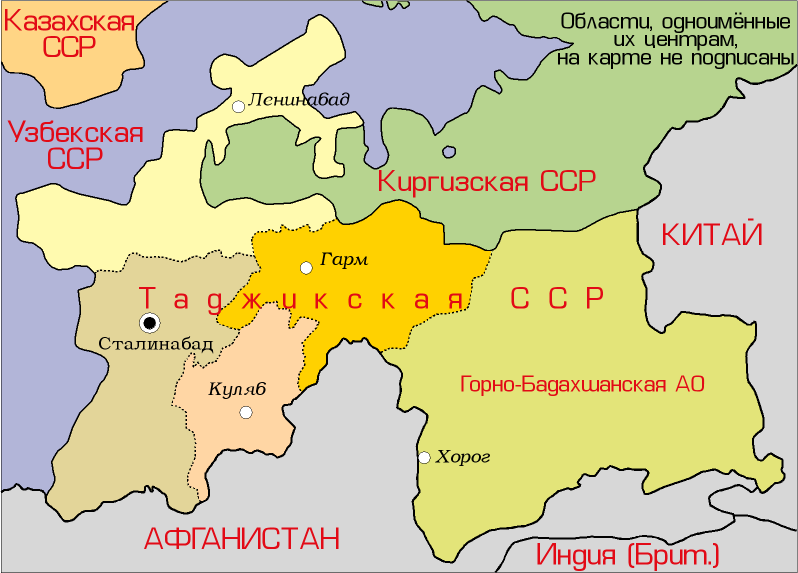
ولایت غرم به رنگ زرد در مرکز تصویر مشخص است.

ولایت غرم (روسی: Гармская область؛ تاجیکی: Вилояти Ғарм) از دهه ۱۹۲۰ تا ۱۹۵۵ ابلاستی در جمهوری شوروی سوسیالیستی تاجیکستان در اتحاد جماهیر شوروی و پایتخت آن غرم بود. اصطلاحی که برای اشاره به اهالی غرم استفاده می‌شد غرمی بود که امروزه نیز در تاجیکستان از آن استفاده می‌شود.